# 北海道道1165号むかわ穂別インター線
北海道道1165号むかわ穂別インター線（ほっかいどうどう1165ごう むかわほべつインターせん）は北海道勇払郡むかわ町を通る一般道道である。

## 概要

### 路線データ
- 起点 : 北海道勇払郡むかわ町穂別長和（国道274号交点）
- 終点 : 北海道勇払郡むかわ町穂別長和（道東自動車道 むかわ穂別IC）
- 総延長 : 3,202 m
- 実延長 : 3,191m
- 重用延長 : 11m[1]

## 歴史
- 2001年（平成13年）10月18日 - 穂別インター線として路線認定[2]。
- 2011年（平成23年）10月29日 - むかわ穂別ICの供用開始に合わせ、道路の供用を開始[3]。路線名をむかわ穂別インター線に変更[4]

## 地理

### 通過する自治体
- 胆振総合振興局
  - むかわ町

### 交差する道路
むかわ町
- 国道274号 - 穂別長和（起点）
- 道東自動車道むかわ穂別IC - 穂別長和（終点）